# 류심
류심(柳淰, 1608년 ~ 1667년)은 조선의 문신이다. 본관은 전주(全州). 자는 징보(澄甫), 호는 도계(道溪)이다.

## 생애
1627년(인조 5) 진사시에 합격하고, 1635년 증광 문과에 병과로 급제하였다. 여러 벼슬을 거쳐 1660년(현종 1년) 형조참판(刑曹參判)을 역임하였고, 1662년 도승지가 되었다. 1666년(현종 7년) 병조참판(兵曹參判)에 이르렀다.

## 가족[4]
- 조부 : 통진현감(通津縣監) 전원군(全原君) 류열(柳悅, 1571 ~ 1612)
- 조모 : 정경부인 전의 이씨(貞敬夫人 全義 李氏, 1570 ~ 1652) - 증 참판 이위(贈 參判 李韡)의 딸
  - 부친 : 전창군(全昌君) 류정량(柳廷亮, 1591 ~ 1663)
- 외조부 : 선조(宣祖, 1552 ~ 1608, 재위 1567 ~ 1608)
- 외조모 : 인빈 김씨(仁嬪 金氏, 1555 ~ 1613)
  - 모친 : 정휘옹주(貞徽翁主, 1593 ~ 1653)
    - 남동생 : 류흡(柳潝, 1611 ~ ?)
    - 여동생 : 류백임(柳伯任, 1616 ~ ?)
    - 여동생 : 류중임(柳仲任, 1617 ~ ?)
    - 정부인 : 영월 엄씨 - 응교(應敎) 엄성(嚴惺)의 딸
      - 장녀 : 류승무(柳勝無, 1625 ~ ?)
      - 사위 : 진주 강씨 부사(兵使) 강만석(姜萬碩) 
        - 손녀 : 강유숙(姜有淑, 1642 ~ ?)
        - 외손자 : 강필우(姜必遇, 1646 ~ ?)[5] - 판관(判官)
        - 외손자 : 강필건(姜必建, 1648 ~ ?)[6] - 우후(虞候)
        - 외손녀 : 강지숙(姜止淑, 1650 ~ ?)
        - 외손녀 : 강종숙(姜終淑, 1652 ~ ?)
        - 외손녀 : 강말숙(姜末淑, 1653 ~ ?)
        - 외손자 : 강필연(姜必延, 1656 ~ ?)[7]
        - 외손자 : 강필숙(姜畢淑, 1657 ~ ?)
        - 외손녀 : 강말애(姜末愛, 1658 ~ ?)
        - 외손자 : 강필근(姜必近, 1660 ~ ?)[8]
        - 외손자 : 강애중(姜愛重, 1666 ~ ?)
        - 외손녀 : 강애숙(姜愛淑, 1667 ~ ?)

      - 장남 : 류이태(柳以泰, 1629 ~ ?)[9]
      - 며느리 : 동복 오씨 - 오단(吳端)의 딸
        - 손녀 : 류시애(柳始愛, 1645 ~ ?)

      - 며느리 : 광주 노씨 - 부사(府使) 노준명(盧峻命)의 딸 
        - 손자 : 류동현(柳東顯, 1649 ~ ?)
        - 손녀 : 류임현(柳任賢, 1653 ~ ?)
        - 손자 : 류술(柳述, 1656 ~ ?)[10]
        - 손녀 : 류승현(柳勝賢, 1658 ~ ?)
        - 손자 : 류근(柳近, 1661 ~ ?)[11]
        - 손녀 : 류삼덕(柳三德, 1664 ~ ?)

      - 차남 : 류이겸(柳以謙, 1630 ~ ?)[12]
      - 며느리 : 선산 박씨 - 박성익(林聖翊)의 딸
        - 손자 : 류언(柳遃, 1650 ~ ?)[13]
        - 손자 : 류장송(柳長松, 1651 ~ ?)
        - 손자 : 류창현(柳昌顯, 1656 ~ ?)
        - 손녀 : 류영현(柳縈賢, 1657 ~ ?)
        - 손자 : 류기(柳 辶+奇, 1659 ~ ?)[14]
        - 손녀 : 류태현(柳太賢, 1661 ~ ?)
        - 손자 : 류규(柳逵, 1663 ~ ?)[15]
        - 손녀 : 류단현(柳端賢, 1664 ~ ?)

      - 차녀 : 류용무(柳用無, 1632 ~ ?)
      - 사위 : 밀양 박씨  감사(監司) 박순(朴純)
        - 외손자 : 박성동(朴星東, 1652 ~ ?)[16]
        - 외손자 : 박규동(朴奎東, 1654 ~ ?)[17]
        - 외손자 : 박태동(朴台東, 1658 ~ ?)[18]
        - 외손녀 : 박혜만(朴惠萬, 1660 ~ ?)
        - 외손녀 : 박이만(朴二萬, 1663 ~ ?)
        - 외손녀 : 박최만(朴最萬, 1664 ~ ?)
        - 외손녀 : 박종만(朴終萬, 1665 ~ ?)

      - 3남 : 류이관(柳以觀, 1635 ~ ?)
      - 3녀 : 류가무(柳可無, 1636 ~ ?)
      - 사위 : 청송 심씨 판관(判官) 심즙(沈楫)
        - 외손자 : 심상찬(沈尙燦, 1656 ~ ?)[19]
        - 외손자 : 심상환(沈尙煥, 1658 ~ ?)[20]
        - 외손자 : 심혜동(沈惠童, 1662 ~ ?)
        - 외손녀 : 심필정(沈畢貞, 1669 ~ ?)
        - 외손녀 : 심종정(沈終貞, 1677 ~ ?)

      - 4남 : 류이승(柳以升, 1638 ~ ?)[21] - 목사(牧使)
      - 며느리 : 덕수 이씨 - 현령(縣令) 이관하(李觀夏)의 딸 
        - 손녀 : 류최희(柳最喜, 1661 ~ ?)
        - 손녀 : 류차희(柳次喜, 1664 ~ ?)
        - 손자 : 류준(柳遵, 1672 ~ ?)
        - 손녀 : 류응아(柳應阿, 1675 ~ ?)

      - 5남 : 류이정(柳以井, 1640 ~ ?) - 별검(別檢)
      - 며느리 : 황주 변씨 - 군수(郡守) 변명익( 邊命益)의 딸 
        - 손녀 : 류최혜(柳最慧, 1659 ~ ?)
        - 손자 : 류적(柳適, 1664 ~ ?)[22]
        - 손녀 : 류연희(柳然喜, 1670 ~ ?)
        - 손녀 : 류최애(柳最愛, 1676 ~ ?)

      - 4녀 : 류필무(柳必無, 1642 ~ ?)
      - 사위 : 동래 정씨 정자(正字) 정래상(鄭來祥)
        - 외손녀 : 정유아(鄭遺兒, 1665 ~ ?)

    - 계부인 : 해평 윤씨 - 현감(縣監) 윤경지(尹敬之)의 딸
      - 5녀 : 류역애(柳亦愛, 1648 ~ ?)
      - 6남 : 류이복(柳以復, 1653 ~ ?)
      - 며느리 : 안동 권씨 - 봉사(奉事) 권단(權偳)의 딸 
        - 손녀 : 류극애(柳極愛, 1671 ~ ?)
        - 손녀 : 류필애(柳畢愛, 1674 ~ ?)
        - 손녀 : 류말애(柳末愛, 1678 ~ ?)

      - 7남 : 류두곤(柳斗昆, 1656 ~ ?)
      - 6녀 : 류오덕(柳五德, 1659 ~ ?)
      - 사위 : 황주 변씨 변일(邊佾, 1658 ~ ?)
        - 외손녀 : 변순희(邊順喜, 1676 ~ ?)
        - 외손자 : 변조망(邊祖望, 1678 ~ ?)

      - 8남 : 류이절(柳以節, 1661 ~ ?)

    - 양첩 : 옥대(玉臺)
      - 서장남 : 류이전(柳以奠, 1647 ~ ?)
      - 서차남 : 류이면(柳以免, 1651 ~ ?)
      - 서장녀 : 류진이(柳眞伊, 1656 ~ ?)
      - 사위 : 동래 정씨 정징(鄭懲)
      - 서3남 : 류이배(柳以培, 1659 ~ ?)